# Morangis (Essonne)
Morangis (moʁɑ̃ʒis) ist eine französische Gemeinde mit 13.773 Einwohnern (Stand 1. Januar 2022) im Département Essonne in der Region Île-de-France. Die Einwohner heißen Morangissois.

## Geographie
Die Gemeinde Morangis liegt rund 18 Kilometer südlich von Paris und grenzt an die Départements Hauts-de-Seine (im Westen) und Val-de-Marne (im Norden). Die Nachbargemeinden sind Wissous im Norden, Paray-Vieille-Poste im Nordosten und Osten, Savigny-sur-Orge im Süden und Südosten, Longjumeau im Südwesten, Chilly-Mazarin im Westen und Nordwesten. Ein kleiner Teil des Flughafens Paris-Orly liegt auf dem Gemeindegebiet.

## Geschichte
Die Ortschaft trug im Jahre ihrer ersten Erwähnung 1175 noch den Namen Louans. Die erste Kirche wurde im 13. Jahrhundert errichtet.
1693 wurde der Ort dann in Morangis umbenannt. Jedoch entstand noch 1701 das Château de Louans.

## Bevölkerungsentwicklung
| Jahr     | 1962  | 1968  | 1975  | 1982  | 1990   | 1999   | 2006   | 2011   | 2019  |
| -------- | ----- | ----- | ----- | ----- | ------ | ------ | ------ | ------ | ----- |
| Bewohner | 5.220 | 6.874 | 8.492 | 9.416 | 10.043 | 10.611 | 11.481 | 12.592 | 13424 |

## Sehenswürdigkeiten

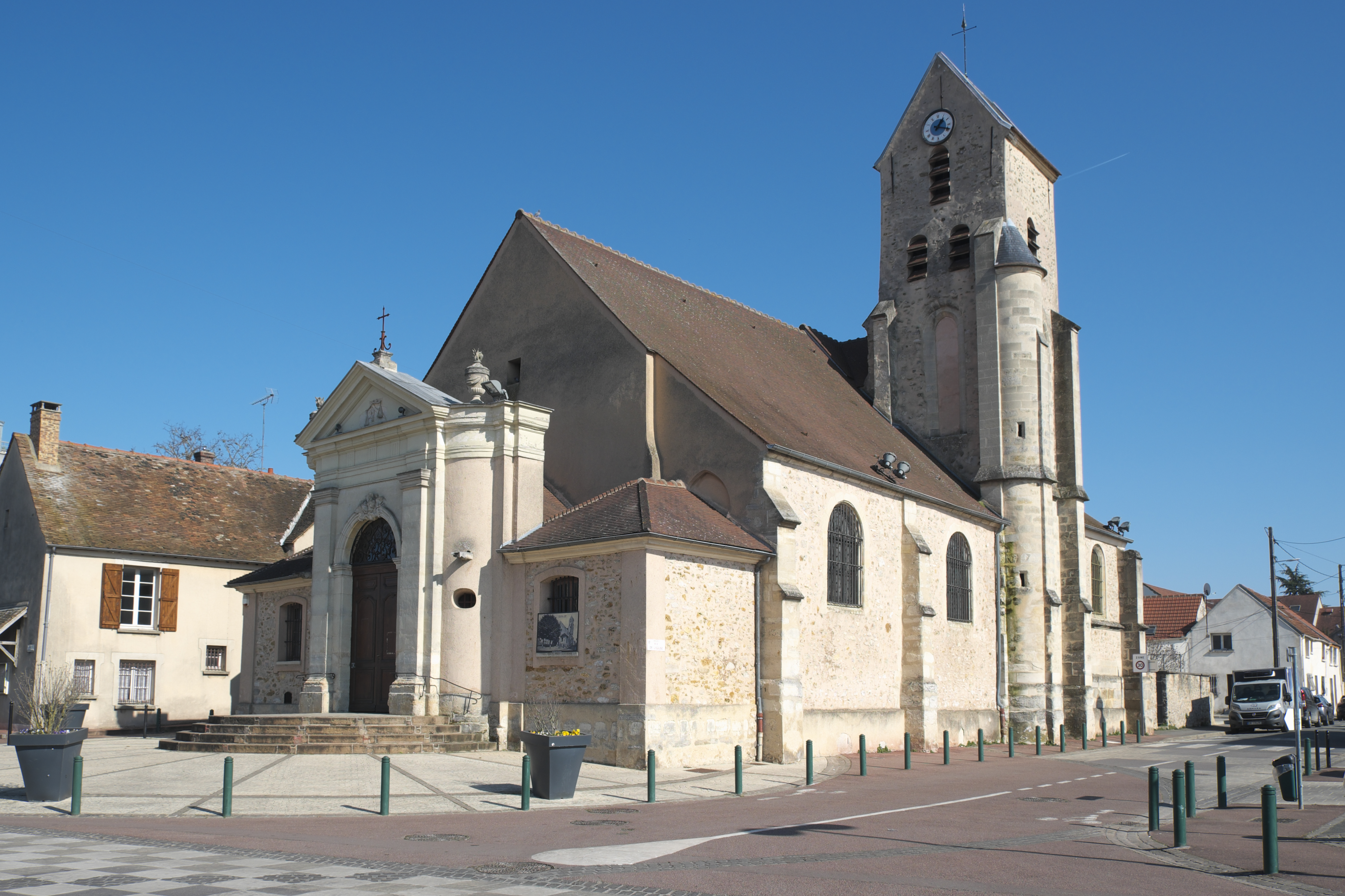
Kirche Saint-Michel
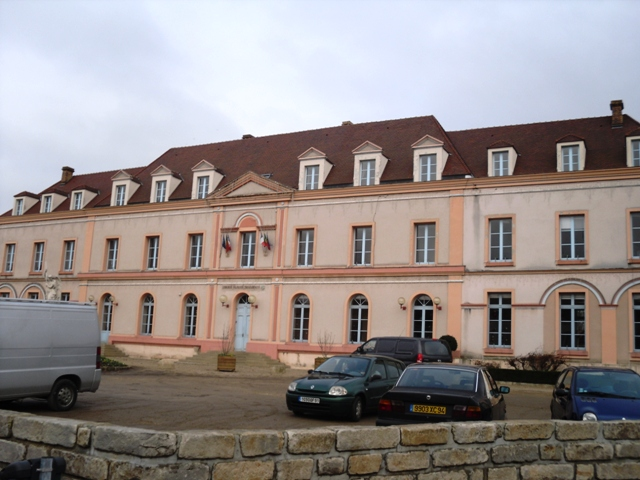
Schloss und Park Saint-Michel
- Kapelle Notre-Dame-de-l’Espérance

- Kirche Saint-Michel
- Schloss St-Michel

## Gemeindepartnerschaften

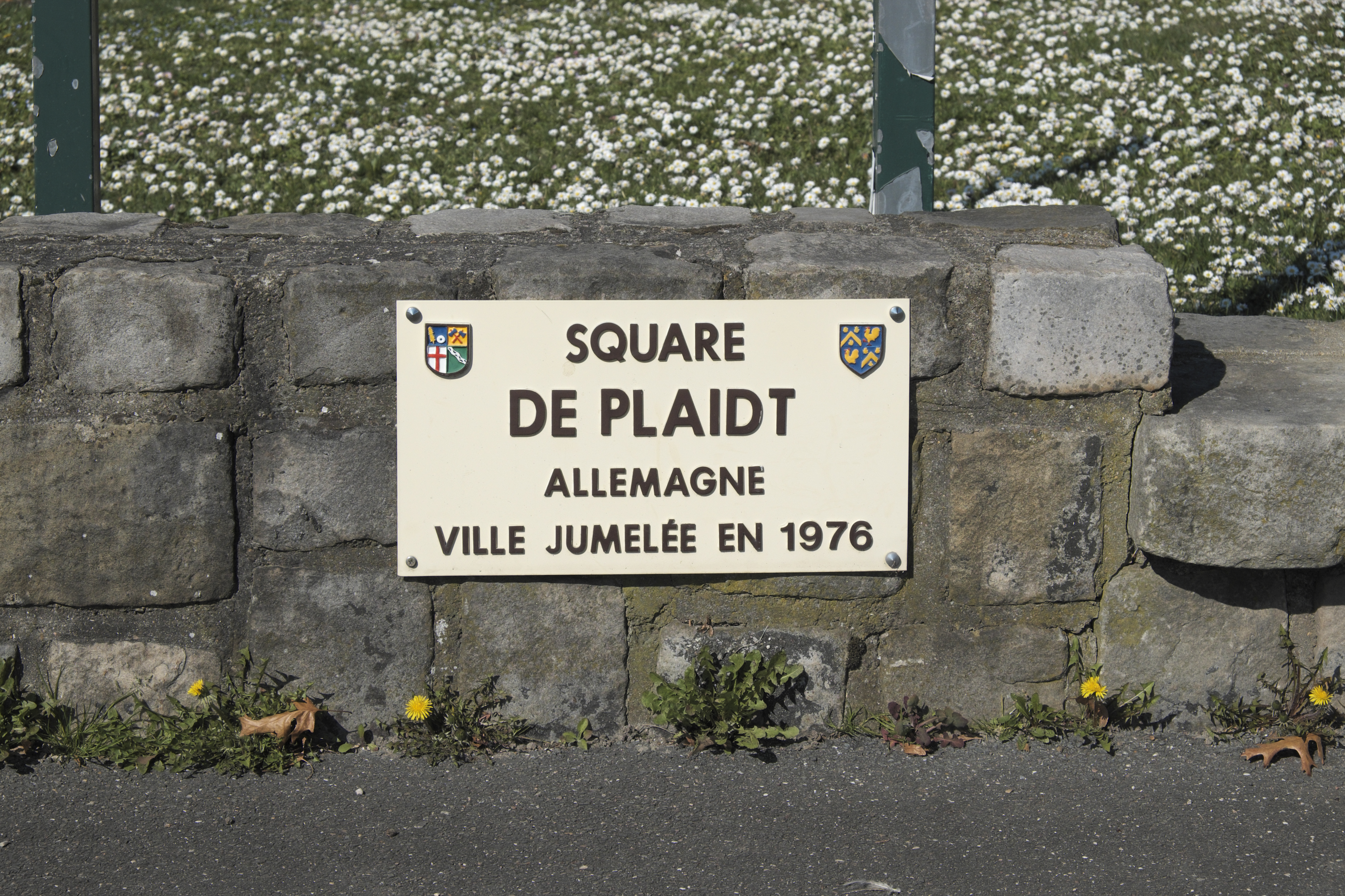
Square de Plaidt

- Plaidt, Rheinland-Pfalz, in Deutschland, seit 1976
- Chard, Somerset, im Vereinigten Königreich, seit 1994
- Lézardrieux, Département Côtes-d’Armor, in Frankreich, seit 1998
- Pechão in Portugal, seit 2006
- Bedonia, Provinz Parma, in Italien, seit 2009

## Persönlichkeiten
- Antoine Barillon de Morangis (1599–1672), Adliger, Politiker
- Joseph Francois Foullon (1715–1789), Adliger, frühes Opfer der Französischen Revolution
- Louis Pichard (1897–1974), Autorennfahrer
- Pierre Amoyal (* 1949), Violinist